# Metis affinis
Metis affinis is een eenoogkreeftjessoort uit de familie van de Metidae. De wetenschappelijke naam van de soort is voor het eerst geldig gepubliceerd in 1894 door Scott T..